# Fridingen an der Donau
Fridingen an der Donau est une ville de Bade-Wurtemberg (Allemagne), située dans l'arrondissement de Tuttlingen, dans le district de Fribourg-en-Brisgau. Cette ville est jumelée à la ville de Nanteuil-les-Meaux située en France dans le département de la Seine-et-Marne.